# Sertularia intermedia
Sertularia intermedia is een hydroïdpoliep uit de familie Sertulariidae. De poliep komt uit het geslacht Sertularia. Sertularia intermedia werd in 1913 voor het eerst wetenschappelijk beschreven door Levinsen. 